# Yergüc (Xaçmaz)
Yergüc è un comune dell'Azerbaigian situato nel distretto di Xaçmaz. Conta una popolazione di 3 444 abitanti.